# 사교상

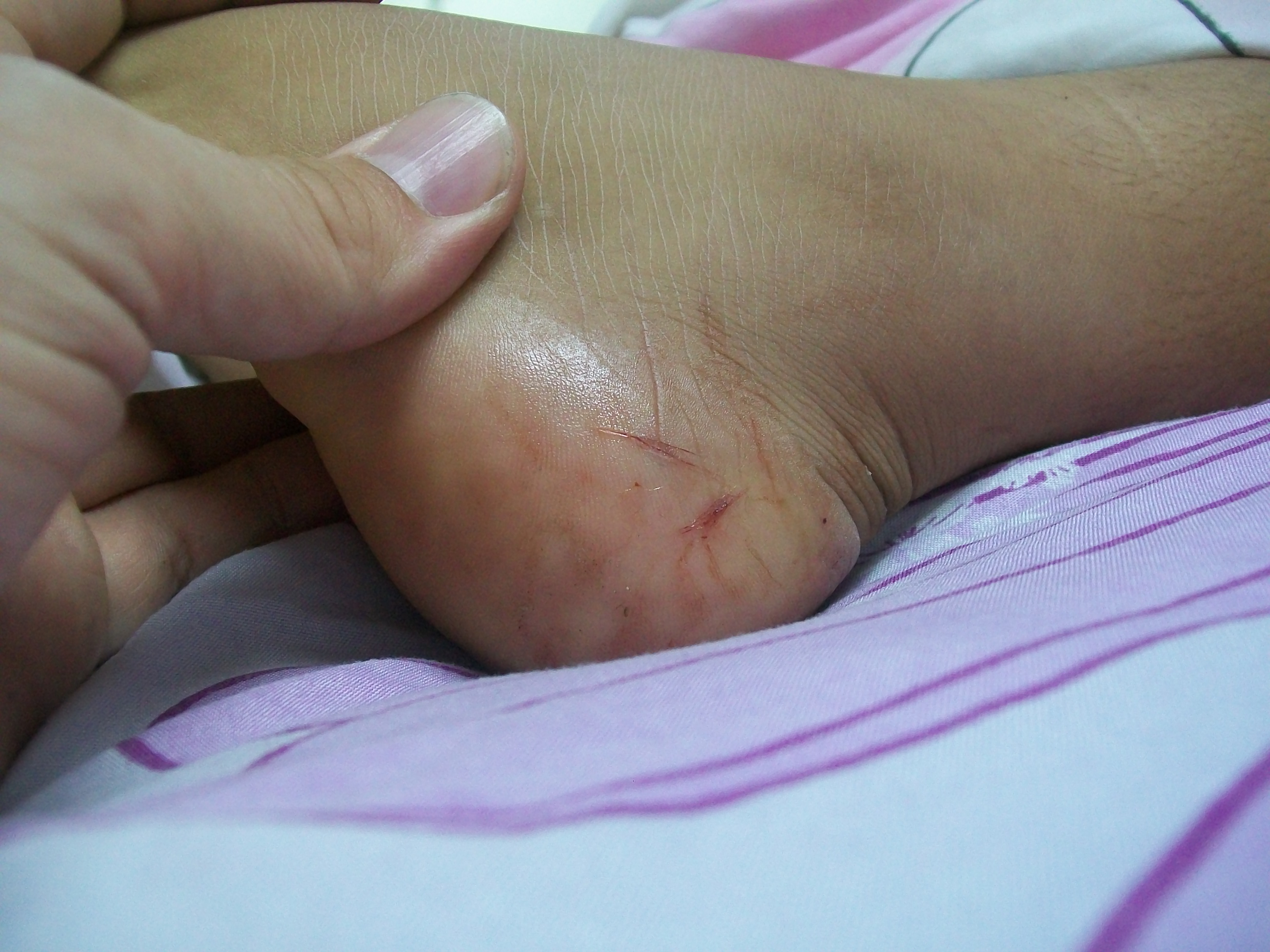
베네수엘라에 사는 9살 소녀 발치에 방울뱀이 물렸다.

사교상(蛇咬傷)은 뱀에게 물렸을 때, 특히 독사에게 물렸을 때 생기는 상해를 말한다. 독사에게 물린 흔적은 동물의 송곳니에서 생긴 두 개의 구멍이 있다는 것이다. 때때로 물린 곳으로부터 독이 주입될 수도 있다. 이것은 그 부위가 붉어지거나 부어오르고 심한 통증을 야기할 수 있으며, 이것은 나타나는데 1시간까지 걸릴 수 있다. 구토, 시야가 흐려지고 팔다리가 얼얼해지고 땀이 날 수 있다. 대부분의 물린 곳은 손, 팔, 다리에 있다. 한 입 베어 물었을 때의 두려움은 경마심 증상과 기절감 증세에 흔히 나타난다. 독액은 출혈, 신부전, 심한 알레르기 반응, 물린 곳 주위의 조직 사망 또는 호흡 장애를 일으킬 수 있다. 물린 곳은 사지를 잃거나 다른 만성적인 문제를 야기할 수 있다. 뱀의 종류, 물린 몸의 부위, 주사된 독의 양, 물린 사람의 일반적인 건강 등에 따라 결과가 달라진다. 아이들은 크기가 작기 때문에 어른들보다 더 심각한 경우가 많다.
뱀은 사냥과 보호의 수단으로 둘 다 물어뜯는다. 물리는 위험 요소로는 농업, 임업, 건설과 같은 손으로 밖에서 일하는 것이 있다. 독살과 흔히 관련된 뱀은 코브라과(우산뱀속, 코브라, 맘바), 살무사과, 바다뱀아과 등이 있다. 뱀의 대부분은 독을 가지고 있지 않고 먹이를 쥐어짜서 죽인다. 독사들은 남극을 제외한 모든 대륙에서 발견될 수 있다. 물린 뱀의 종류를 결정하는 것은 종종 불가능하다. 세계보건기구는 뱀이 "많은 열대 및 아열대 국가에서 선택되지 않은 공중보건 문제"라고 말한다.
뱀에게 물리는 것을 예방하는 것은 보호 신발을 신는 것, 뱀이 사는 지역을 피하는 것, 뱀을 다루지 않는 것을 포함한다. 치료는 부분적으로 뱀의 종류에 달려있다. 상처를 비누와 물로 씻고 사지를 가만히 잡고 있는 것이 좋다. 독을 빨아들이려고 하거나 칼로 상처를 자르거나 지혈대를 사용하는 것은 권장되지 않는다. 해독제는 죽음이 물리는 것을 막는 데 효과적이다. 하지만 항바이벌롬은 종종 부작용을 일으킨다. 필요한 항균제의 종류는 관련된 뱀의 종류에 달려 있다. 뱀의 종류를 알 수 없을 때, 그 지역에 있는 것으로 알려진 종류에 근거하여 항균제를 주는 경우가 많다. 세계의 어떤 지역에서는 올바른 형태의 항균제를 얻는 것이 어렵고 이것은 그들이 때때로 일을 하지 않는 이유에 부분적으로 기여한다. 추가적인 문제는 이 약품들의 비용이다. 해독제는 물린 곳 자체에는 거의 영향을 미치지 않는다. 때로는 사람의 호흡을 지탱하는 것도 필요하다.